# 後寮 (嘉義縣)
後寮，原寫為後藔，是台灣嘉義縣鹿草鄉的一個傳統地域名稱，位於該鄉北部。相較於今日行政區，其範圍大致為後寮村不含西南部、鹿東村東北部。

## 歷史
台灣日治初期，後寮地區為一街庄，稱為「後藔庄」，隸屬於鹿仔草堡。該庄北與茄苳腳庄為鄰，東北與梅仔厝庄為鄰，東與下半天庄為鄰，南邊及西邊為鹿仔草庄，西北邊為頂港仔墘庄。
1901年（日治明治三十四年）11月，全台廢縣廳改設二十廳，該庄隸屬於嘉義廳。1903年（明治三十六年）6月，該庄編入「鹿仔草區」，隸屬於嘉義廳。1909年（明治四十二年）10月，合併二十廳為十二廳，鹿仔草區仍隸屬於嘉義廳。1920年（大正九年），全台地方制度大改正，廢十二廳改設五州二廳，該庄改制並雅化為「後寮」大字，隸屬於臺南州東石郡鹿草庄。
戰後鹿草庄改制為鹿草鄉，隸屬於臺南縣，大字亦改制為村。1950年10月，雲、嘉、南分治，鹿草鄉改隸屬嘉義縣。

## 聚落
本地區發展較早的聚落為後藔，在日治期初期的官方地圖上已有記載。

## 交通
- 省道台37線
- 省道台82線
- 縣道167號

## 廟宇
- 余慈爺公廟